# مونيكا مانشيني
مونيكا مانشيني (بالإنجليزية: Monica Mancini)‏ هي مغنية أمريكية، ولدت في 4 مايو 1952.

## وصلات خارجية
- مونيكا مانشيني على موقع IMDb (الإنجليزية)
- مونيكا مانشيني على موقع ميوزك برينز (الإنجليزية)
- مونيكا مانشيني على موقع أول ميوزيك (الإنجليزية)
- مونيكا مانشيني على موقع ديسكوغز (الإنجليزية)